# Nitrogênio assimilável por levedura

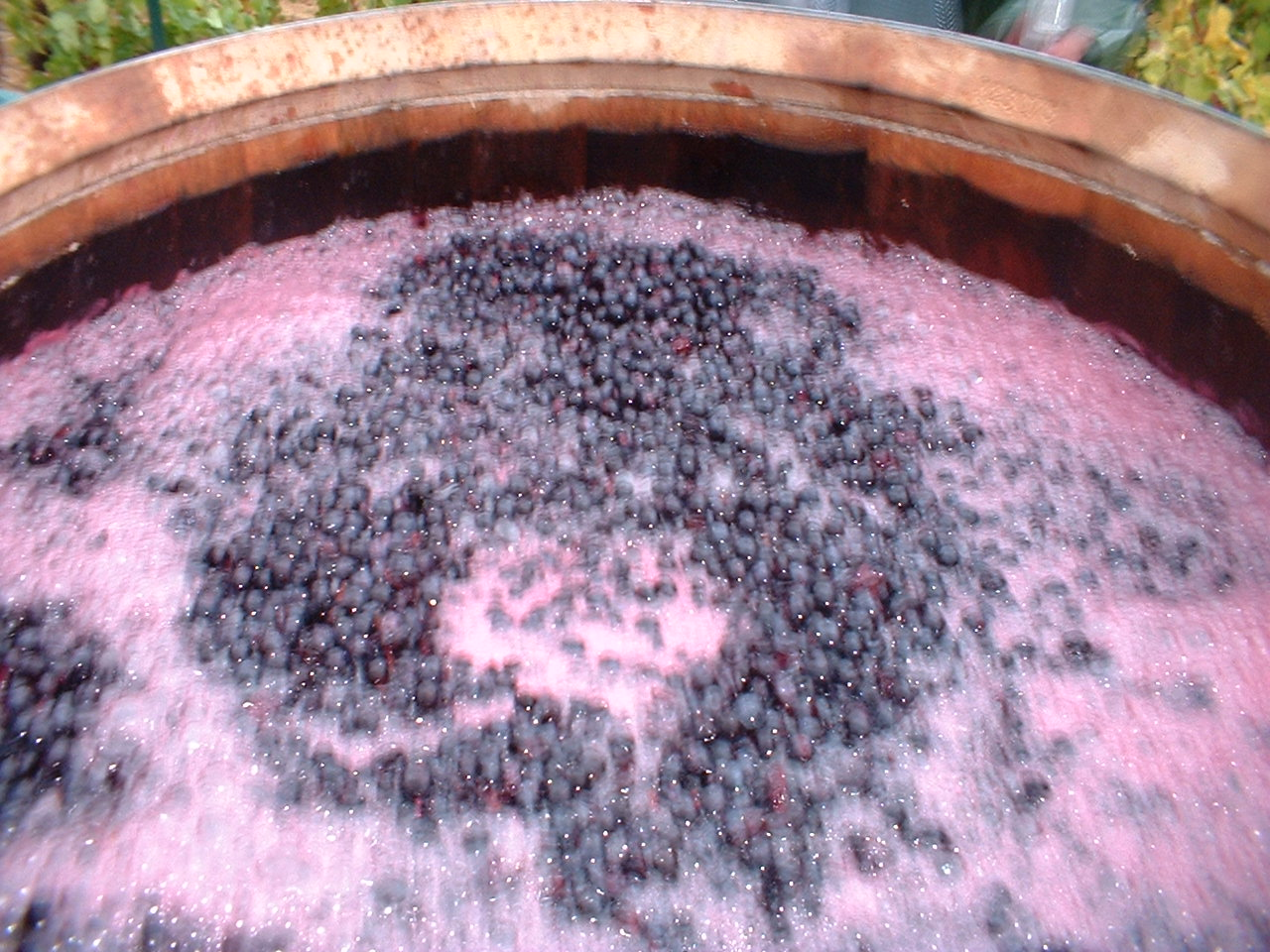
As leveduras precisam de uma fonte confiável de nitrogênio em formas que possam assimilar para concluir a fermentação com sucesso.

O nitrogênio assimilável por levedura ou YAN é a combinação de nitrogênio amino livre (FAN), amônia (NH3) e amônio (NH4+) que está disponível para uma levedura, por exemplo, a levedura de vinho Saccharomyces cerevisiae, usar durante a fermentação. Além dos açúcares fermentáveis, glicose e frutose, o nitrogênio é o nutriente mais importante necessário para realizar uma fermentação bem-sucedida que não termina antes do ponto de secura pretendido ou que não resulte no desenvolvimento de odores estranhos e defeitos relacionados ao vinho. Nesse sentido, os vinicultores frequentemente complementam os recursos de YAN disponíveis com aditivos de nitrogênio, como o fosfato de diamônio (DAP).
No entanto, a adição de quantidades excessivas de nitrogênio também pode criar um risco, pois outros organismos, além da levedura benéfica para o vinho, podem utilizar os nutrientes. Entre eles estão os organismos de deterioração, como Brettanomyces, Acetobacter e bactérias do ácido láctico dos gêneros Lactobacillus e Pediococcus. É por isso que muitas vinícolas medem o YAN após a colheita e o esmagamento usando um dos vários métodos disponíveis atualmente, incluindo o ensaio de nitrogênio por o-ftaldialdeído (NOPA), que requer o uso de um espectrômetro ou o método de titulação de Formol. Conhecer o YAN no mosto permite que os vinicultores calculem a quantidade certa de aditivo necessária para passar pela fermentação, deixando apenas um "deserto de nutrientes" para qualquer organismo de deterioração que venha depois.
A quantidade de YAN que os vinicultores verão em seus mostos de uva depende de vários componentes, incluindo a variedade da uva, o porta-enxerto, os solos dos vinhedos e as práticas de viticultura (como o uso de fertilizantes e o manejo do dossel), bem como as condições climáticas de determinadas safras.

## Componentes

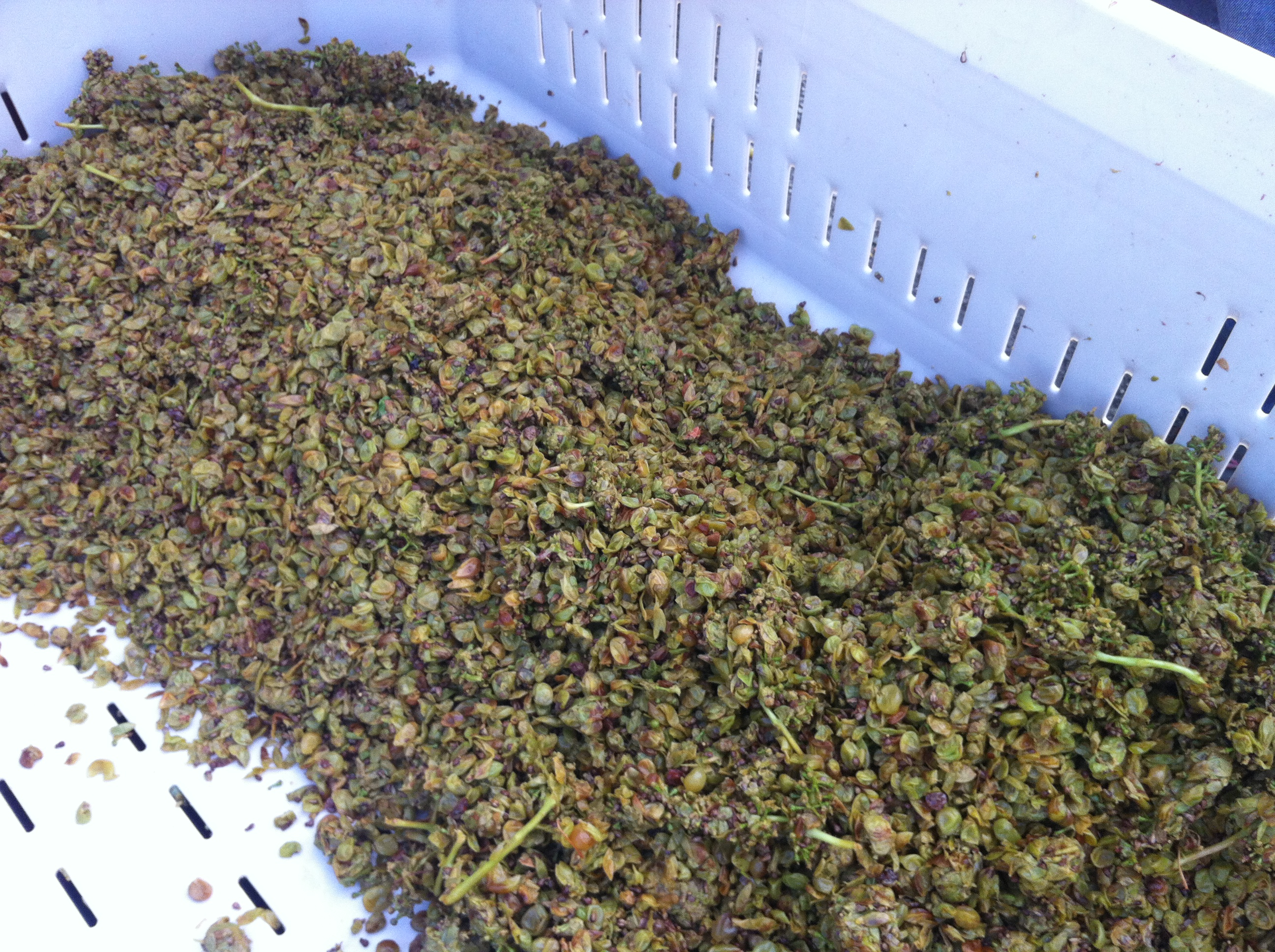
A maior parte do conteúdo de YAN de uma uva é encontrada nas cascas e sementes, que são deixadas para trás como bagaço após a prensagem.

O YAN é uma medida das fontes primárias de nitrogênio orgânico (aminoácidos livres) e inorgânico (amônia e amônio) que podem ser assimiladas pela S. cerevisiae. Há vários compostos nitrogenados encontrados no mosto e no vinho, incluindo peptídeos, proteínas maiores, amidas, aminas biogênicas, piridinas, purinas e ácidos nucleicos, mas eles não podem ser usados diretamente pela levedura para o metabolismo. Em conjunto, o teor total de nitrogênio do mosto de uva pode variar de 60 a 2.400 mg de nitrogênio por litro, mas nem todo esse nitrogênio será assimilável. A falta de enzimas proteases, que quebram peptídeos maiores em componentes menores, que podem trabalhar fora da célula, limita o tamanho das moléculas que a levedura pode usar como fonte de nitrogênio.
A quantidade de YAN que os vinicultores verão em seus mostos de uva depende de vários componentes, incluindo a variedade da uva, o porta-enxerto, os solos dos vinhedos e as práticas de viticultura (como o uso de fertilizantes e o manejo do dossel), bem como as condições climáticas de determinadas safras. As infecções por fungos, como a Botrytis cinerea (conhecida como podridão nobre quando desejada), podem reduzir o teor de aminoácidos do mosto de uva em até 61%. Algumas regiões são conhecidas por terem baixo YAN, como o estado de Washington, que durante uma safra típica terá 90% do mosto testado abaixo de 400 mg N/L e quase um quarto abaixo de 150 mg N/L.
No vinhedo, o nitrogênio é absorvido pela videira como nitrato (NO3-), amônio ou ureia, que é reduzido a amônia. Por meio de reações adicionais, o nitrogênio é incorporado à glutamina e ao glutamato e, por fim, usado na síntese de outros aminoácidos e compostos nitrogenados. Após a colheita, a maioria (cerca de 80%) dos compostos nitrogenados disponíveis encontrados nas uvas está concentrada nas cascas e nas sementes. Esses compostos são liberados no mosto durante o processo de esmagamento e durante a maceração/contato com a casca. Mesmo após a prensagem, até 80% do conteúdo inicial de nitrogênio em cada baga de uva é deixado no bagaço.

### Aminoácidos
Do Amino Nitrogênio Livre (FAN) que compõe o YAN, os aminoácidos arginina, prolina e glutamina são os mais abundantes, seguidos por alanina, treonina, serina e ácido aspártico em concentrações muito menores, embora quantidades vestigiais da maioria dos aminoácidos conhecidos possam ser encontradas no mosto de uva. A prolina é geralmente a mais concentrada e pode representar até 30% da quantidade total de aminoácidos. A quantidade exata de FAN varia e pode variar de 22 a 1242 mg de nitrogênio/litro de YAN, sendo derivada de aminoácidos livres.

Proteínas transportadoras especializadas (extrema esquerda) dentro da membrana plasmática das células de levedura trazem resíduos de aminoácidos e pequenos peptídeos para dentro da célula, juntamente com um íon de hidrogênio que depois é expelido pela célula.

Enquanto a arginina, a glutamina e outros aminoácidos são consumidos rapidamente, geralmente muito cedo na fermentação, a prolina não é consumida pela levedura durante as condições anaeróbicas normais das fermentações. Isso ocorre porque uma das enzimas necessárias para seu uso é uma oxidase (que requer oxigênio molecular) e a outra é reprimida pela presença de amônio (outra fonte de nitrogênio assimilável necessária para a levedura) no mosto. No entanto, as culturas iniciais bem aeradas que contêm mosto sem adição de fosfato de diamônio geralmente apresentam alguma utilização de prolina antes do início das condições anaeróbicas da fermentação. Quando os vinicultores medem o FAN, eles precisam estar cientes de que o ensaio inclui prolina, pois isso aumentará a medição do YAN. Chardonnay e Cabernet Sauvignon são duas variedades de Vitis vinifera conhecidas por terem níveis muito altos de prolina, enquanto Riesling e Sauvignon blanc geralmente têm níveis muito baixos.
A levedura transporta aminoácidos e pequenos peptídeos (menos de 5 resíduos de aminoácidos) para dentro da célula por meio de um processo de transporte ativo que utiliza proteínas especializadas da membrana e a diferença no gradiente de pH da solução ácida do vinho (pH entre 3-4) e o pH quase neutro do citoplasma dentro das células da levedura. As proteínas de simporte de prótons na membrana absorvem o aminoácido juntamente com um íon de hidrogênio (H+) que, posteriormente, é expelido pela célula por meio de uma bomba de íons de hidrogênio. Esse é um processo dependente de energia que se torna energeticamente mais desfavorável para a célula de levedura à medida que a fermentação progride e os níveis de etanol aumentam, criando um "vazamento passivo" do excesso de íons de hidrogênio na célula. As bombas de H+ da célula precisam trabalhar ainda mais para manter o pH interno, de modo que enviam um sinal às proteínas de suporte para que parem de trazer outros íons. Esse é um dos motivos pelos quais as adições de nitrogênio na fermentação tardia têm pouca ou nenhuma eficácia, pois os mecanismos de transporte do nitrogênio para a célula estão desligados.

### Compostos de amônia

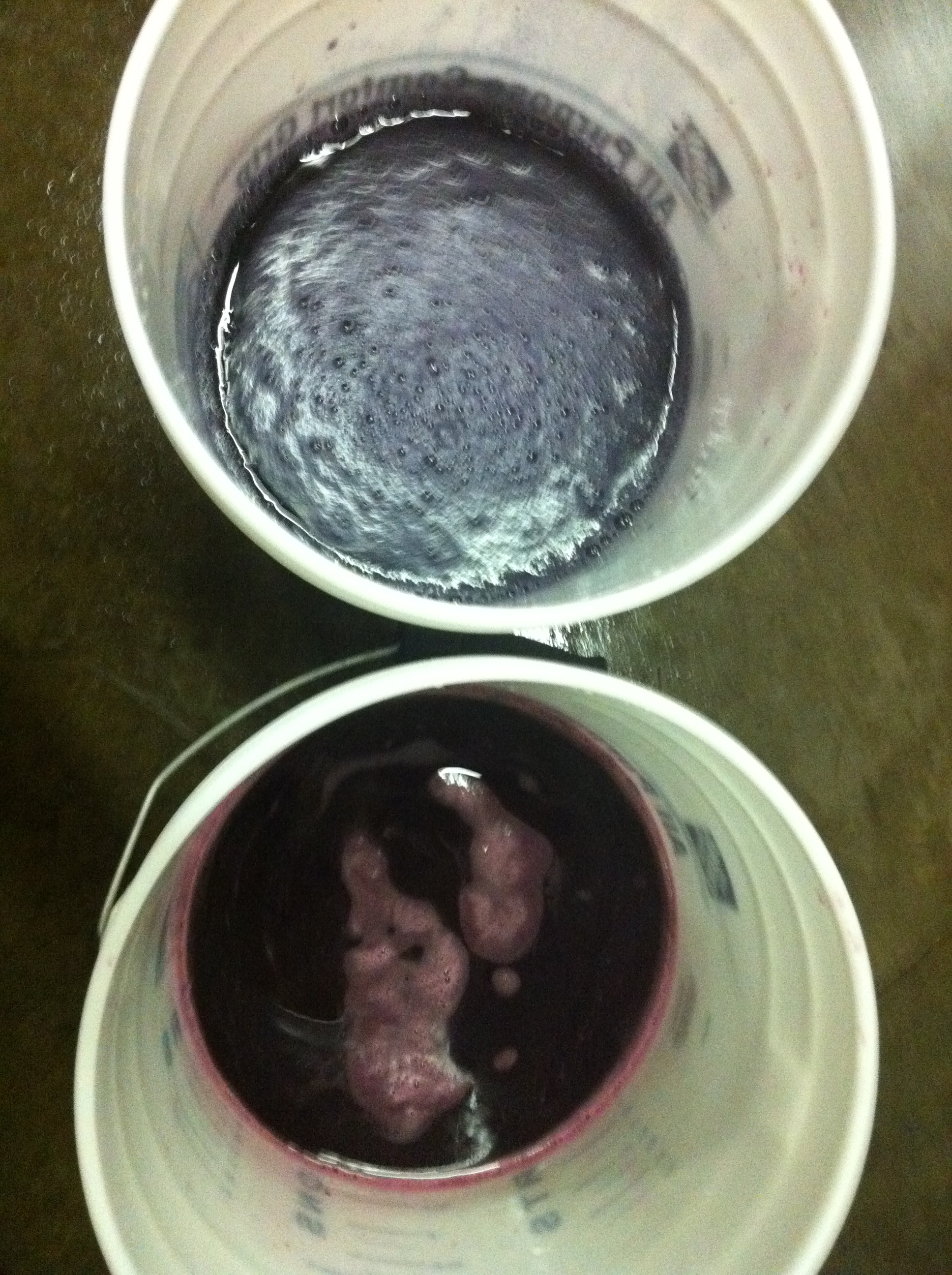
Dois baldes de mosto de vinho tinto com o balde superior mostrando a mudança de cor azulada depois que o fosfato de diamônio (uma base de amônia) é adicionado ao vinho.

Durante toda a fermentação, a amônia é a principal forma de nitrogênio assimilável disponível para a levedura. Entretanto, no esmagamento, o suco pode conter de 0 a 150 mg/L de sais de amônia, dependendo da quantidade de nitrogênio que a videira recebeu no vinhedo.
Na célula, os íons inorgânicos amônia e amônio são "fixados" por meio de uma série de reações químicas que, em última análise, produzem a fonte de nitrogênio orgânico glutamato. O íon amônio também serve como um regulador alostérico para uma das enzimas usadas na glicólise e também pode ter um efeito sobre como a célula de levedura transporta glicose e frutose para dentro da célula. As proteínas usadas no principal sistema de transporte de glicose demonstraram ter uma meia-vida de 12 horas. Nos estudos que submeteram as células de levedura à "inanição de amônia", todo o sistema foi desligado após 50 horas, o que fornece fortes evidências de que a falta de amônia/amônio pode aumentar o risco de uma fermentação parada.
A glutationa (GSH: L-gama-glutamil-L-cisteinilglicina) está presente em altas concentrações de até 10 mM nas células de levedura. Ela assume um papel fundamental em resposta à privação de enxofre e nitrogênio.
A amônia não é usada por bactérias como a Acetobacter e as bactérias do ácido lático usadas na fermentação malolática.

## Importância na produção de vinho
O nitrogênio assimilável é um nutriente essencial necessário para que a levedura do vinho conclua totalmente a fermentação com uma quantidade mínima de subprodutos indesejáveis (como compostos como o sulfeto de hidrogênio, que podem criar odores desagradáveis). Ao longo de uma fermentação, a levedura pode usar até 1000 mg/L de aminoácidos, embora muitas vezes muito menos do que a quantidade necessária. A levedura pode armazenar aminoácidos em vacúolos intracelulares e, posteriormente, usá-los diretamente, incorporando-os às proteínas, ou quebrá-los e usar seus componentes de carbono e nitrogênio separadamente.
Na ausência de nitrogênio, a levedura começará a se desligar e morrer. Algumas cepas começam a quebrar os aminoácidos contendo enxofre, como a cisteína e a metionina, liberando um átomo de enxofre que pode se combinar com o hidrogênio para produzir sulfeto de hidrogênio (H2S), que pode conferir odores de ovo podre ao vinho. No entanto, não há uma correlação direta entre os níveis de YAN e a produção de sulfeto de hidrogênio, pois o H2S pode ser produzido pela levedura mesmo na presença de nitrogênio abundante, mas com a falta de outros nutrientes vitais (como a vitamina ácido pantotênico). Existem até mesmo algumas cepas de S. cerevisiae que produzem H2S em resposta ao excesso de nitrogênio disponível (particularmente excesso de ácido glutâmico e alanina). É por isso que uma abordagem profilática de adição indiscriminada de suplementação de nitrogênio a cada fermentação pode não ter os resultados desejados de prevenção de H2S.

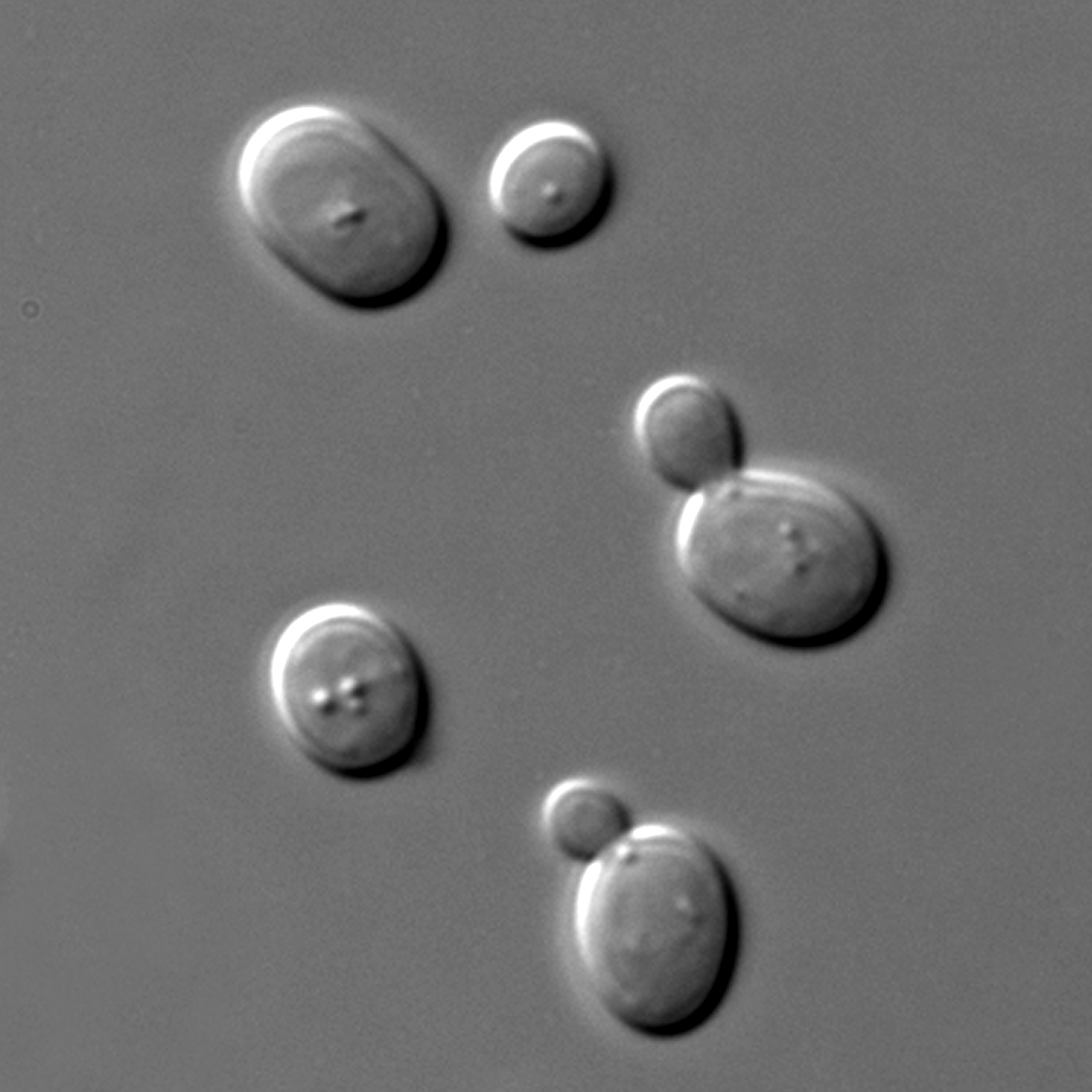
A Saccharomyces cerevisiae pode armazenar aminoácidos nos vacúolos até que sejam necessários para a célula.

Os níveis de nitrogênio no vinho podem influenciar muitos aspectos sensoriais do vinho resultante, inclusive a síntese de muitos compostos aromáticos. Os álcoois fúsel são produzidos pela degradação de aminoácidos, embora sua produção seja reduzida na presença de altos níveis de amônia e ureia. Quando o nitrogênio disponível é limitado, os níveis de glicerol e trealose, que podem influenciar a sensação na boca, são mais altos.

### Estimativas sobre a quantidade necessária
A quantidade de YAN necessária dependerá de quais são as metas do vinicultor para a fermentação, especialmente se deseja ou não uma fermentação selvagem ou se o vinho será totalmente fermentado até a secura. O estado das uvas e as condições de fermentação influenciarão a quantidade de nitrogênio necessária. As frutas danificadas, mofadas ou infectadas com Botrytis geralmente estarão mais carentes de nitrogênio (bem como de outros recursos vitamínicos) quando chegarem do vinhedo do que as uvas limpas e intactas. Esse esgotamento pode ser ainda mais exacerbado pela clarificação excessiva do mosto e pelo alto teor de açúcar. Os vinhos fermentados em temperaturas mais altas tendem a progredir em um ritmo mais rápido, exigindo mais nitrogênio do que uma fermentação mais longa e fria. Além disso, a quantidade de exposição ao oxigênio influenciará a taxa de absorção de nitrogênio pela levedura, com o vinho fermentado em condições anaeróbicas completas (como muitos vinhos brancos em tanques de aço inoxidável) exigindo menos nitrogênio do que os vinhos fermentados em barris ou fermentadores de topo aberto.
A faixa sugerida pelos enólogos varia de 150 mg/L de YAN a 400 mg de nitrogênio por litro. Alguns estudos mostraram que as taxas máximas de fermentação podem ser alcançadas com YAN na faixa de 400 a 500 mg N/L. No entanto, nem todos os vinicultores desejam ter uma fermentação na taxa máxima (em termos de biomassa de levedura, temperatura e velocidade) devido ao impacto que isso pode ter em outros aspectos sensoriais do vinho, como o desenvolvimento do aroma e a retenção da fruta.
Um estudo do Departamento de Viticultura e Enologia da Universidade da Califórnia em Davis descobriu que as recomendações sobre os níveis ideais de nitrogênio para concluir uma fermentação bem-sucedida podem ser feitas com base no nível Brix da colheita, que foi adotado por muitos fabricantes de leveduras e nutrientes.
- 21°Bx = 200 mg N/L
- 23°Bx = 250 mg N/L
- 25°Bx = 300 mg N/L
- 27°Bx = 350 mg N/L

No entanto, outros estudos mostraram que a fermentação bem-sucedida é conduzida com níveis de YAN abaixo dessas recomendações, bem como fermentações lentas/estagnadas que ocorrem mesmo quando os níveis de YAN estão de acordo com as recomendações.

### Na fermentação malolática

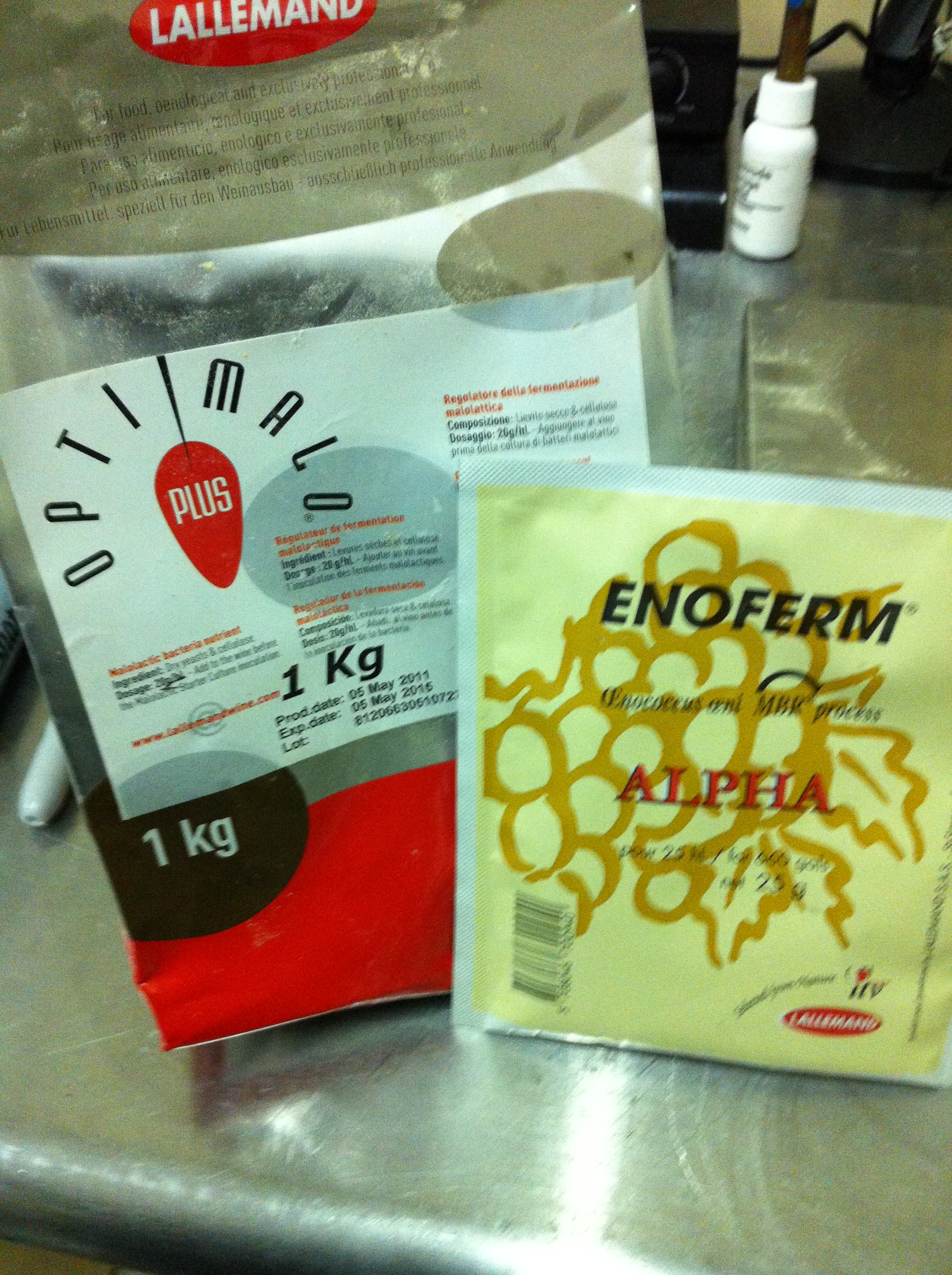
Pacote de inóculo de fermentação malolática e Optimalo, um suplemento nutricional que contém aminoácidos.

Assim como a levedura, as bactérias ácido-láticas (LAB) usadas na fermentação malolática (geralmente Oenococcus oeni) requerem nitrogênio. No entanto, ao contrário da S. cerevisiae, as LAB não pode utilizar amônia e tais adições, como o fosfato de diamônio (DAP), não oferecem benefícios nutricionais. Os vinicultores que inadvertidamente usam o DAP como aditivo nutritivo para a inoculação de MLF correm o risco de fornecer nutrientes para organismos de deterioração, como a Brettanomyces.
Embora alguns vinicultores inoculem seu LAB com nutrientes que incluem nitrogênio, a maioria dos nutrientes necessários para a MLF vem da decomposição (ou autólise) das células de levedura mortas. Além disso, a maioria das bactérias usadas na MLF tem a capacidade de produzir enzimas proteases extracelulares que também podem quebrar cadeias peptídicas maiores em seus resíduos de aminoácidos básicos, que podem então ser usados para o metabolismo.

## Medições e testes
O ensaio de nitrogênio por o-ftaldialdeído (NOPA) é usado para medir os aminoácidos primários disponíveis no suco de uva usando um espectrofotômetro que pode medir comprimentos de onda de 335 nm. Como o ensaio mede apenas aminoácidos primários, os resultados produzidos não incluem concentrações de prolina ou amônia. A prolina pode ser medida separadamente com um ensaio que usa ninidrina para reagir com o aminoácido na presença de ácido fórmico, produzindo um composto que pode ser absorvido a 517 nm.

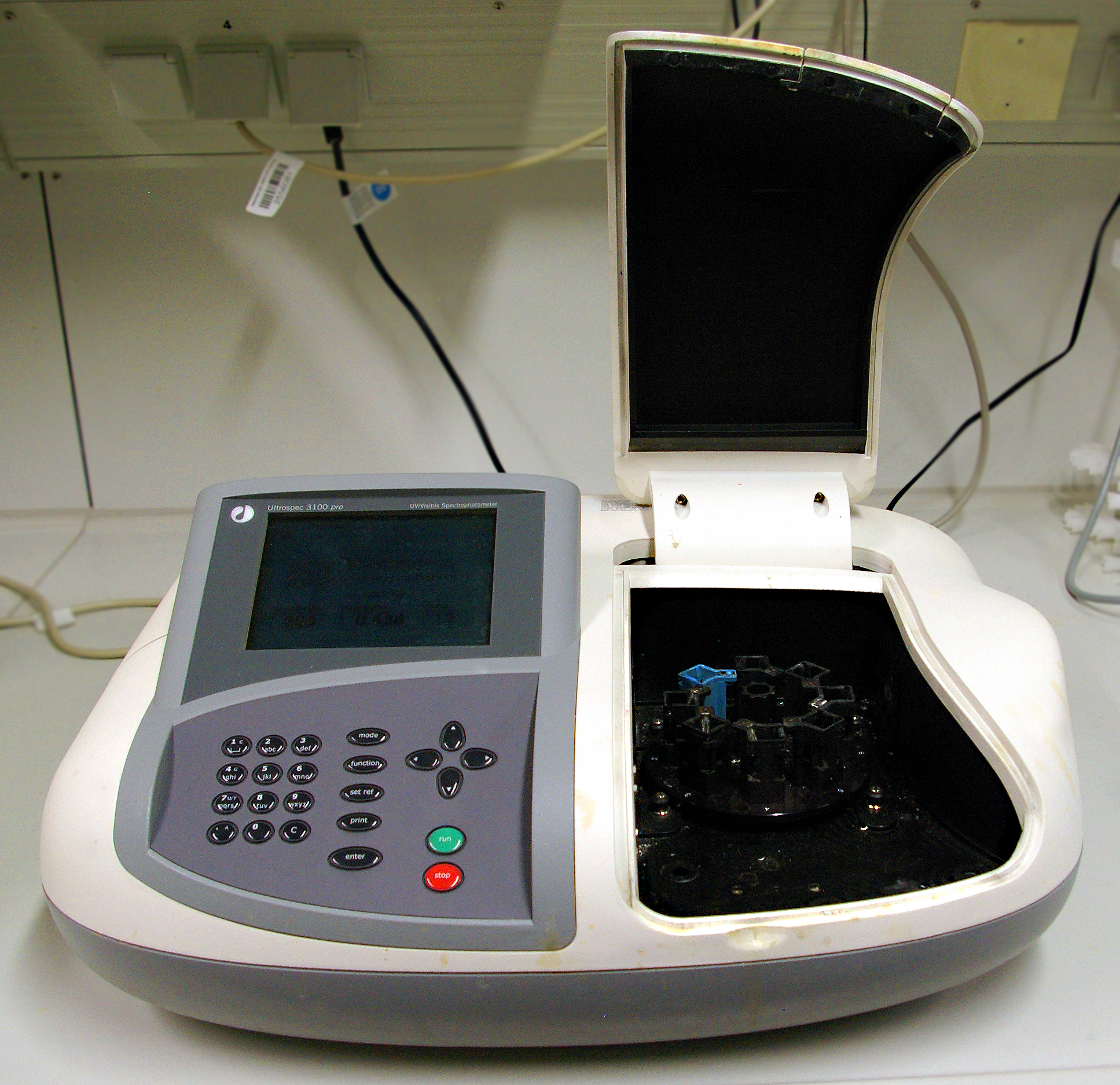
Os níveis de YAN podem ser medidos usando o ensaio NOPA e um espectrofotômetro.

A titulação com formol, inventada pelo químico dinamarquês S. P. L. Sørensen em 1907, utiliza formaldeído na presença de hidróxido de potássio ou de sódio para medir a concentração de aminoácidos e amônia com o auxílio de um medidor de pH. Os reagentes também reagem com a prolina, o que pode resultar em uma medição de YAN ligeiramente maior do que a de NOPA. O método Formal também tem a desvantagem de envolver o uso e o descarte de formaldeído, que é um conhecido agente cancerígeno, e o reagente altamente tóxico cloreto de bário.
A amônia e o amônio podem ser medidos usando uma sonda de eletrodo íon-seletivo e um medidor de pH.

## Suplementação de nitrogênio
Há muito tempo, os vinicultores sabem que algumas fermentações são mais previsíveis e "saudáveis" se o bagaço (as cascas sólidas, as sementes e os restos deixados após a prensagem) de outro vinho for adicionado ao lote. Esse é um método usado até hoje para produzir o vinho italiano Ripasso. Na Toscana do século XIV, a técnica de governo usada em alguns dos primeiros Chiantis envolvia a adição de uvas secas ao lote. Embora isso também adicionasse açúcar, ambos os métodos forneciam nitrogênio extra e outros nutrientes ainda disponíveis nas cascas e sementes.

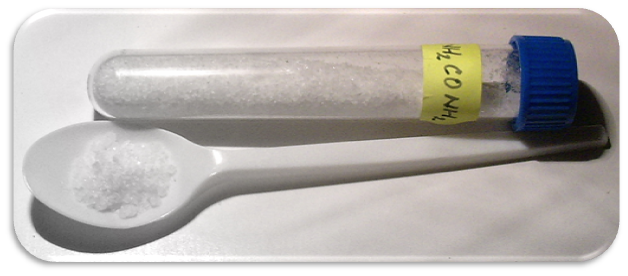
Ureia.

À medida que os enólogos começaram a entender melhor a ciência da fermentação, o nitrogênio foi identificado como um nutriente principal e os vinicultores, já no início do século XX, começaram a adicionar sais de amônio ao mosto. A ureia também foi usada como um suplemento de nitrogênio inicial, mas as pesquisas que a ligaram ao desenvolvimento do carbamato de etila levaram à sua proibição em muitos países, inclusive nos Estados Unidos, desde 1990.
Há muitos tipos de suplementos de nitrogênio disponíveis para uso dos vinicultores. A maioria deles são formulações complexas que incluem nitrogênio (de aminoácidos ou sais de amônio) juntamente com vitaminas, minerais e outros fatores de crescimento e são vendidos sob nomes de marcas como Go-Ferm, Superfood, Fermaid K (os dois últimos também contêm um pouco de DAP). Os aminoácidos podem ser adicionados diretamente ao mosto, embora a partir de 2010 somente a glicina tenha permissão para ser adicionada ao mosto nos Estados Unidos.

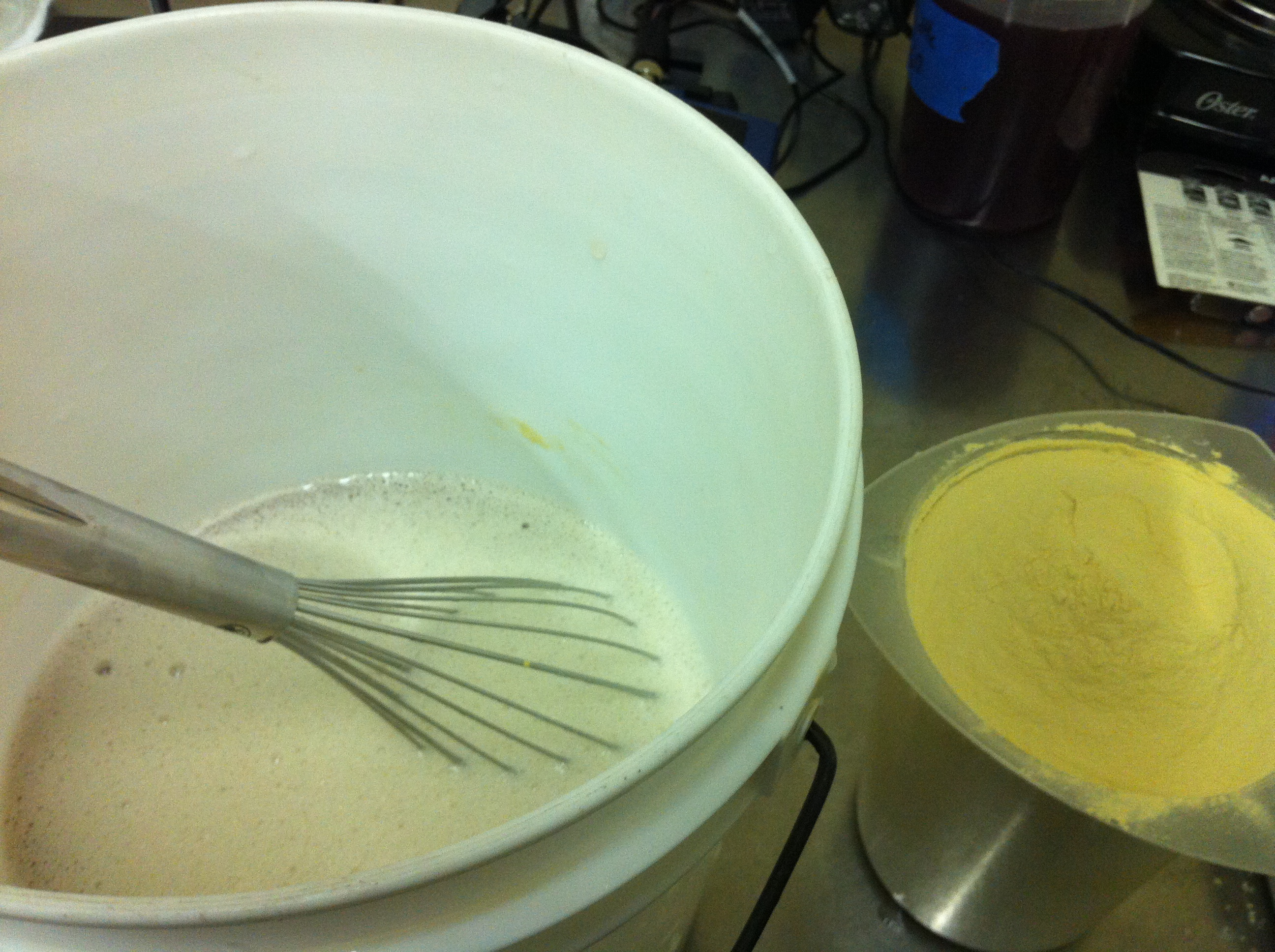
O Fermaid-O é um suplemento de nitrogênio que contém cascas de levedura (uma fonte de aminoácidos) e outras vitaminas, mas não contém fosfato de diamônio.

Os cascos de levedura (ou fantasmas de levedura) são os restos das paredes celulares da levedura que sobraram da produção comercial de cepas de levedura a serem usadas para inoculação. Além de fornecer uma fonte de nitrogênio assimilável a partir de aminoácidos, elas também fornecem lipídios e esteróis que podem ser usados pelas células para fortalecer sua membrana plasmática, permitindo a absorção de outras fontes de nitrogênio.

### Risco de se adicionar em excesso
Os suplementos de nitrogênio, especialmente o DAP, estimulam a reprodução da levedura e podem aumentar muito a biomassa. Isso pode ter como consequência a aceleração da taxa de fermentação mais rapidamente do que o desejado pelo vinicultor e também aumentará a temperatura de fermentação devido ao calor gerado pela levedura. O excesso de biomassa também pode criar uma escassez de outros nutrientes da levedura, como vitaminas e esteróis, devido ao aumento da concorrência, e pode levar à produção de odores estranhos (como sulfeto de hidrogênio) e até mesmo a fermentações emperradas.
Níveis excessivos do aminoácido arginina (acima de 400 mg/L), especialmente perto do final da fermentação, podem representar o risco de aumentar a produção de carbamato de etila. Isso ocorre porque a arginina é decomposta em ureia, que pode ser reabsorvida e utilizada pela levedura ou metabolizada em amônia. No entanto, a ureia também reage com o etanol se não for completamente metabolizada, o que, juntamente com a exposição a longo prazo (bem como a altas temperaturas), pode levar à produção do éster carbamato de etila.

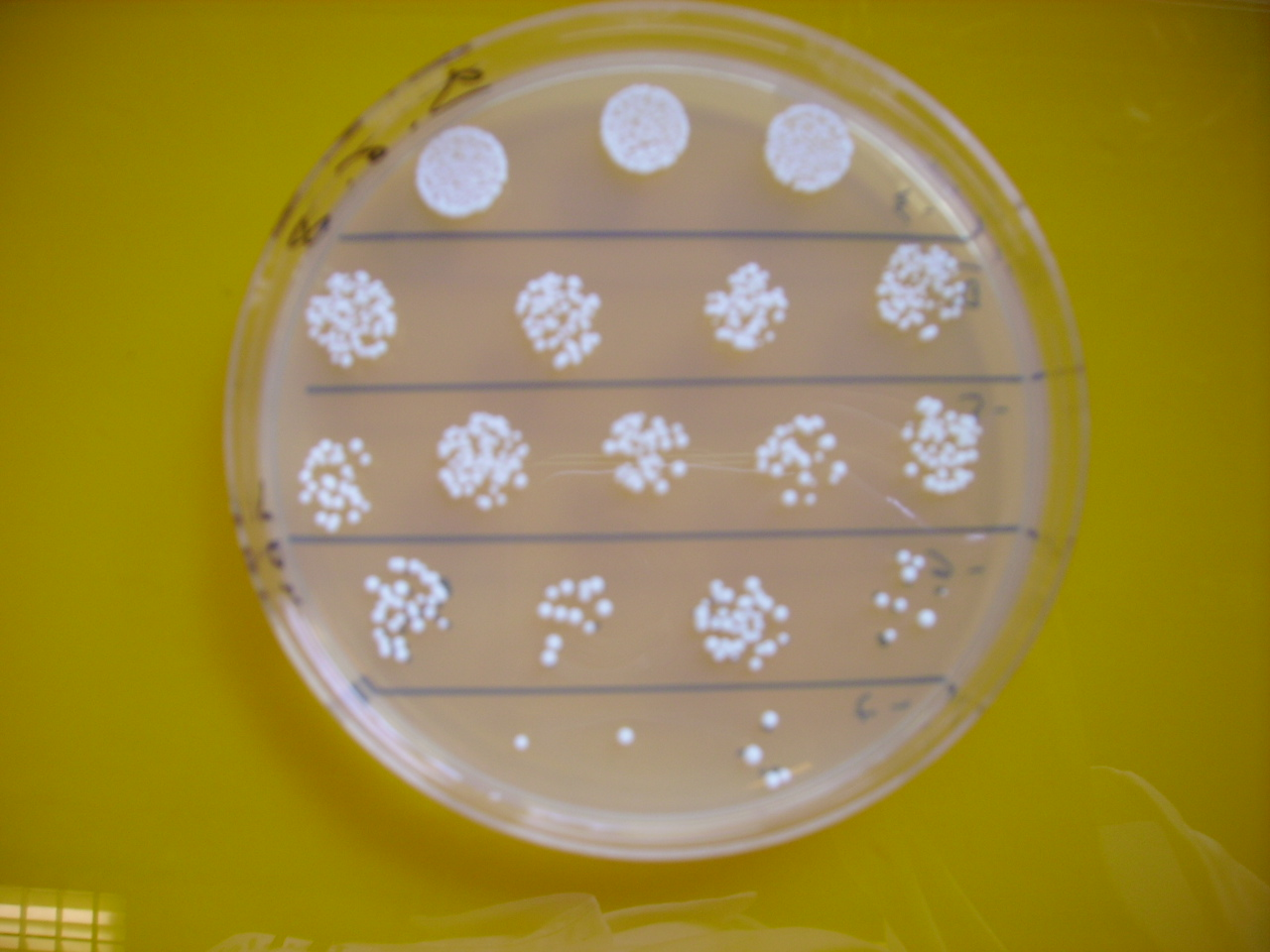
Brettanomyces é um organismo de deterioração que pode tirar proveito do excesso de suplementação de nitrogênio deixado no vinho.

No entanto, o maior risco da suplementação excessiva de um mosto é que o excesso de nitrogênio e outros nutrientes serão deixados para trás após a conclusão da fermentação. Isso pode criar instabilidade microbiana, pois os organismos de deterioração podem usar esses nutrientes em excesso.

### Leis e regulamentações do vinho
Nos Estados Unidos, o Departamento de Impostos e Comércio de Álcool e Tabaco (TTB) limita o uso de fosfato diamônico como aditivo de nitrogênio a 968 mg/L, o que fornece 203 mg N/L de YAN. Na União Europeia, a maioria dos países segue as diretrizes da Organização Internacional da Vinha e do Vinho (OIV), que determina um limite de 300 mg/L. Na Austrália, o limite é baseado no nível de fosfato inorgânico, com um limite máximo permitido de 400 mg/L de fosfato.

### Influência do momento
Como a maioria dos suplementos nutricionais alimenta todos os microrganismos vivos no mosto (sejam eles desejáveis ou não), os produtores de vinho geralmente esperam para adicionar os nutrientes até que estejam prontos para inocular o mosto com a cepa S. cerevisiae desejada. Os produtores que usam fermentos selvagens também podem esperar até que as adições de dióxido de enxofre tenham eliminado os micróbios indesejáveis ou se alimentem mais cedo porque gostariam da complexidade potencial que outros micróbios poderiam acrescentar ao vinho. Quando adicionado, o nitrogênio geralmente está na forma de aminoácidos, combinado com vitaminas e minerais para ajudar a iniciar a fermentação.

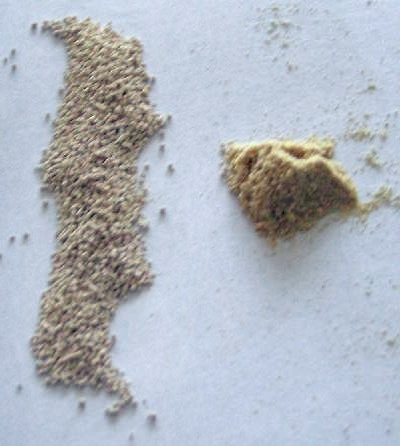
Quando o inóculo de levedura (à esquerda) é reidratado pela primeira vez, os sais de amônio do DAP ficam muito tóxicos. Assim, os vinicultores geralmente usam um suplemento de nutrientes (à direita) que contém principalmente aminoácidos como fonte de nitrogênio.

Logo após a inoculação, a levedura começa a consumir rapidamente o nitrogênio assimilável disponível, com até 46% do YAN sendo totalmente consumido até o início da fermentação completa. Como o nitrogênio inorgânico, como os sais de amônio do DAP, é tóxico para a levedura em níveis elevados, ele nunca é adicionado durante a inoculação, quando a biomassa da levedura recém-reidratada é baixa. Muitos vinicultores dividem a dosagem de DAP com a primeira adição sendo feita no final da fase de latência, quando a levedura entra em seu período de crescimento exponencial e a fermentação alcoólica começa. Na maioria dos mostos, isso ocorre cerca de 48 a 72 horas após a inoculação. Uma segunda dosagem é, então, frequentemente adicionada em torno de um terço da fermentação do açúcar e, muitas vezes, antes que os níveis de açúcar atinjam 12-10 Brix (6,5 a 5,5 Baumé, 48,3 a 40,0 Oechsle) porque, à medida que a fermentação progride, as células de levedura não conseguem mais trazer o nitrogênio para dentro da célula devido à toxicidade crescente do etanol que envolve as células. Isso deixa o nitrogênio sem uso e disponível para os organismos de deterioração que possam vir depois.